# Semaeopus rubella
Semaeopus rubella là một loài bướm đêm trong họ Geometridae.